# گریگور وسکرچیان
گریگور هاروتیونی وسکرچیان (ارمنی: Գրիգոր Հարությունի Ոսկերչյան؛ زادهٔ ۱ اکتبر ۱۹۵۶) یک سیاستمدار اهل ارمنستان است که از تاریخ ۱۹۹۵ تا تاریخ ۱۹۹۹ سمت نمایندگی دوره اول مجلس ملی جمهوری ارمنستان را برعهده داشت.

## زندگی‌نامه
در ۱ اکتبر ۱۹۵۶ در قامشلی به دنیا آمد و از دانشگاه دولتی ایروان فارغ‌التحصیل شد. 